# F-15E打擊鷹式戰鬥轟炸機
F-15E攻擊鷹式戰鬥機（英語：McDonnell Douglas F-15E Strike Eagle）是美國麥克唐納-道格拉斯公司（現波音公司）基於F-15制空戰鬥機開發的全天候多用途戰機，追加了對地的攻擊機功能，用於深入敵人後方對地面目標之阻絕。在美軍的沙漠風暴行動中，證明了F-15E能深入打擊敵方高價值目標，及執行密接空中支援任務，進行空陸協同作戰。
雖然官方的名稱是「打擊鷹」（Strike Eagle），但F-15E在飛行員和地勤人員中更爲流行的綽號是「泥雞」（Mudhen）。

## 歷史
F-15最初開發時是為了空優戰鬥機所設計，其專案辦公室甚至對上層宣稱F-15設計「沒有一磅為了對地攻擊」，但麥道公司仍私下進行F-15作為其它任務載台的可能性研究，麥道判斷它們可以賣出更多F-15去取代已經進行多用途任務的F-4或是F-111。

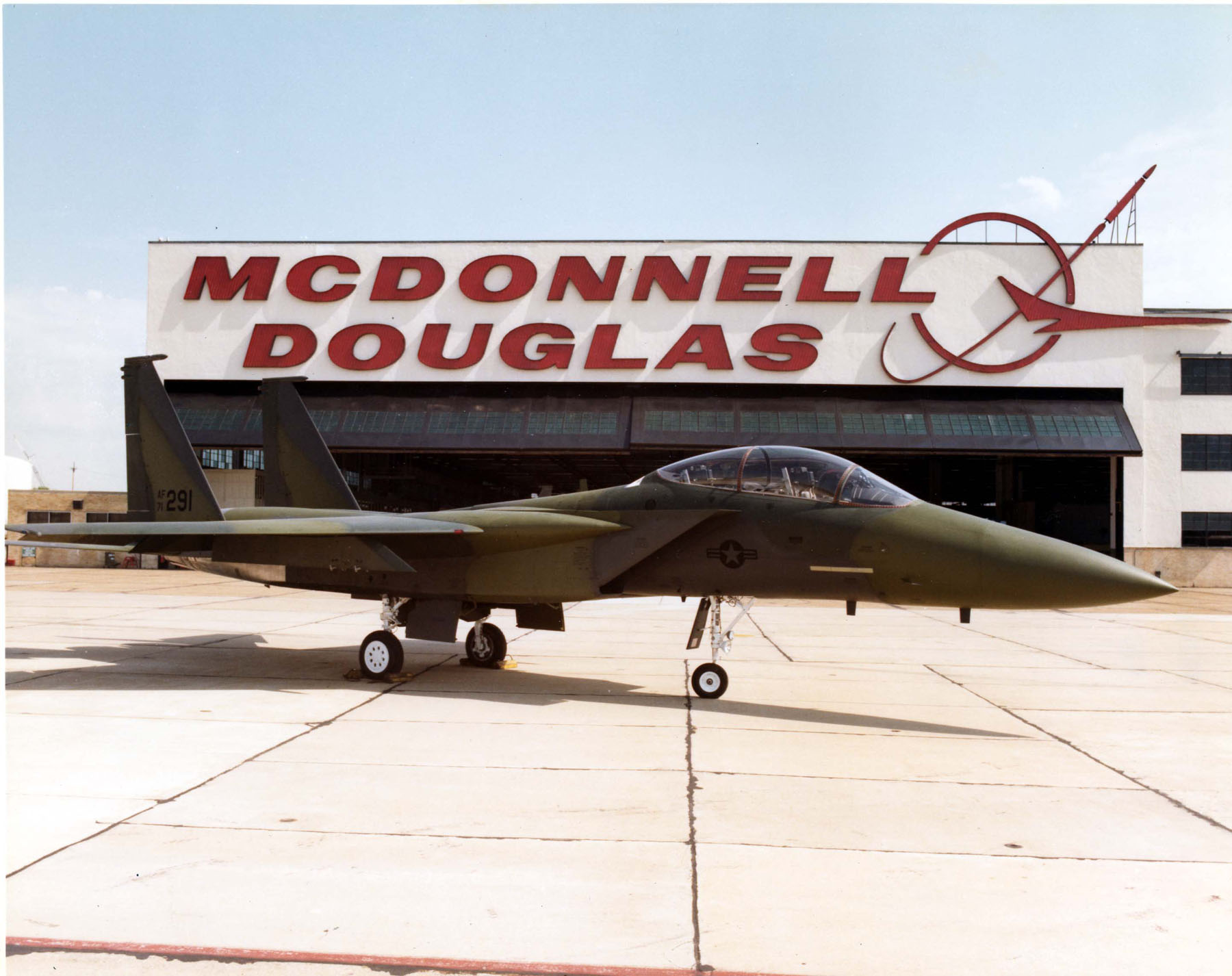
第二架 TF-15A，編號71-0291被用作F-15E的驗證機。

1978年，美國空軍全天候戰術任務研究組（Tactical All-Weather Requirement Study）對下一代攻擊機進行概念摸索，他們評估了幾間飛機公司提出的概念，包括採購更多的F-111，或是將F-15改造為多用途戰機等構想，最後判斷認為改造F-15作為美空軍未來戰術攻擊載臺是最合理的選項。1979年，麥道公司和休斯飛機公司開始進行F-15的空對地能力發展研究。為了推進計劃，麥道公司提供了TF-15A二號機（序號71-0291）作為概念展示機，又稱為「先進能力示範戰鬥機」（Advanced Fighter Capability Demonstrator）。改良版TF-15A裝上了適型油箱、AN/AVQ-26雷射標定莢艙等硬體，對外宣示F-15的多用途與長續航力。該機在1980年的法茵堡航空展中展出。

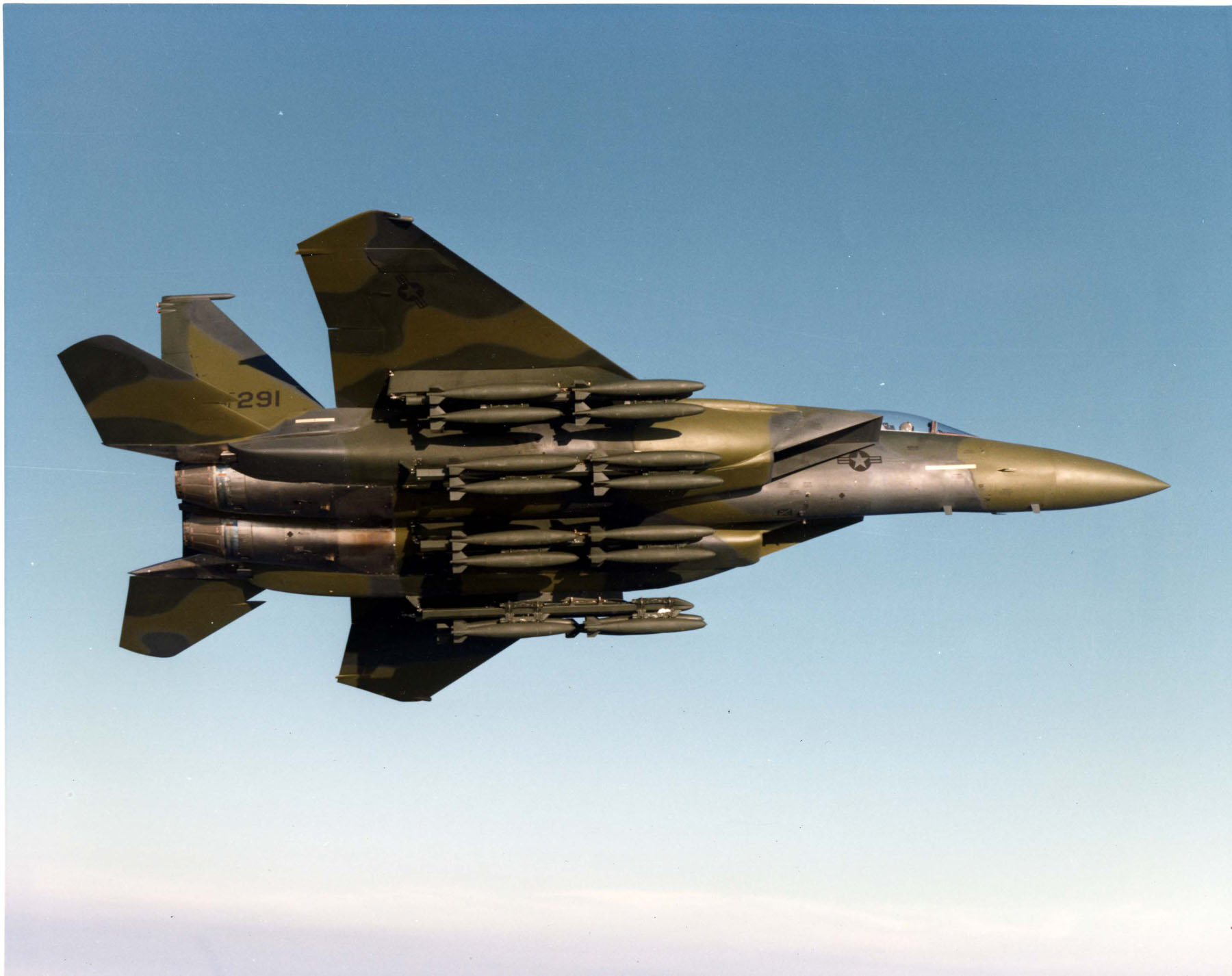
F-15E試驗機進行全武裝。

1981年3月，美國空軍發佈提升型戰術戰鬥機（Enhanced Tactical Fighter，ETF）計劃，以取代F-111。這個概念要求的是一架能夠執行遠距離，深入敵人戰線後方的阻絕任務，並且不需要其他戰鬥機護航與電子干擾支援，該計畫後更名為“雙重身分戰鬥機”（Dual-Role Fighter，DRF）。通用動力公司（General Dynamics）提交的機型是F-16XL，用以與麥道的F-15衍生型F-15E競爭；此外龍捲風戰鬥轟炸機曾一度試圖參與競標，但該機型缺乏可靠的制空戰力，且非美製機型，故並未被美軍認真看待。DRF專案辦公室從1981年運作至1983年3月，這段時間麥道除了AFCD機外，又增派3架改裝機（78-0468、80-0055、81-0063）協助測試。F-15E概念機進行了200餘次試飛，驗證了16款武器，並完成了最大起飛重量75,000磅的測試。F-16XL雖然在性能上也不容忽視，但是美國空軍評估其開發成本遠高過F-15E（F-16XL開發預估經費4.7億美金、F-15E則是2.7億美金），且單發動機戰機後續潛能有限，在1984年2月24日公布由F-15E獲選。最初麥道預估美軍將會採購400架此型機，但是最終採購下修為392架。

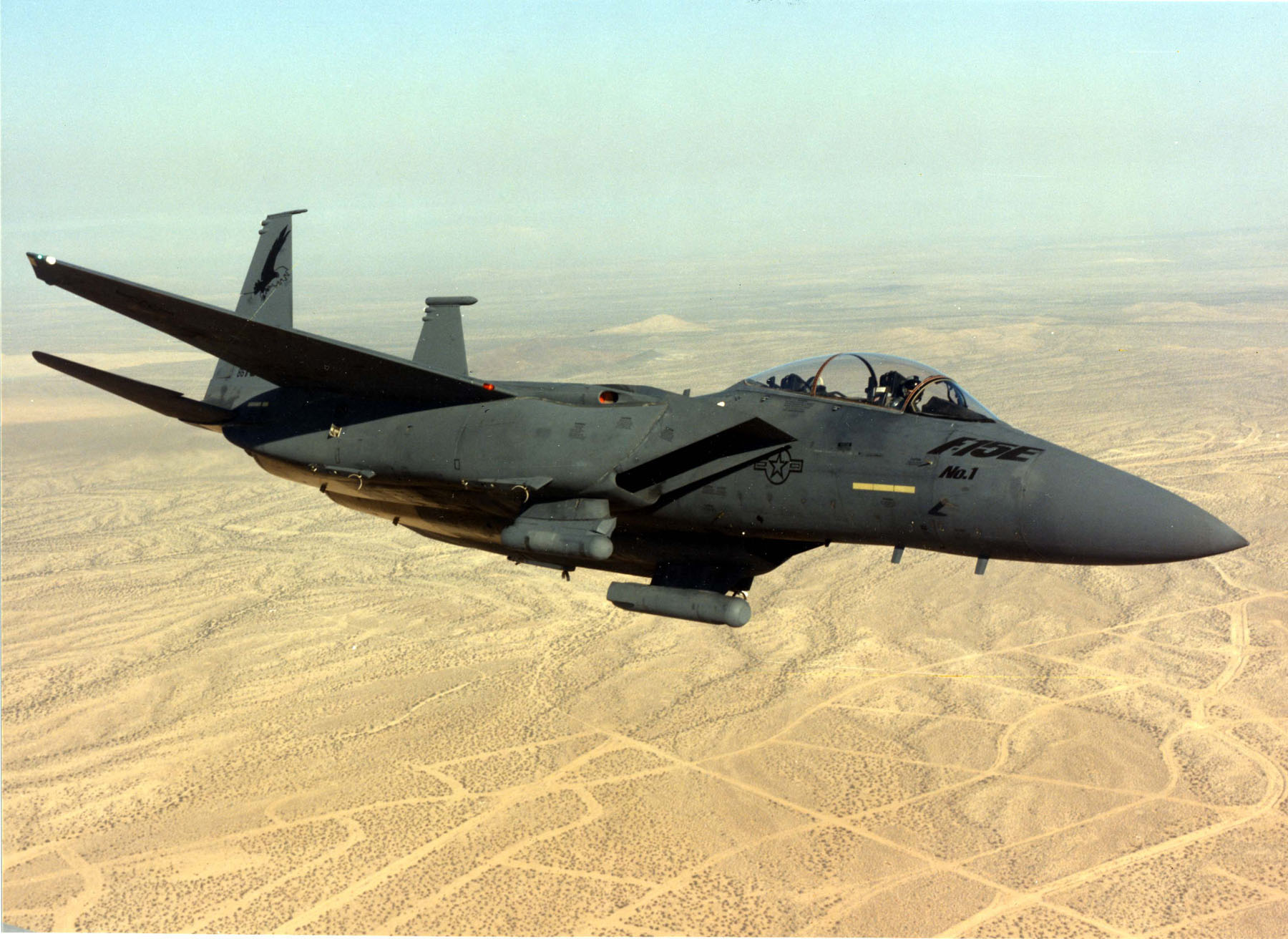
第一架F-15E

1985年7月，第一批3架F-15E量產機（編號86-0183、86-0184、86-0815）開工，第一架於1986年12月11日首飛，而第一架量產型在1988年4月交付予亞利桑那州路克空軍基地的第405空中遠征聯隊。1989年10月，F-15E在北卡羅萊納州的西摩強森空軍基地達到初始作戰能力（initial operational capability，IOC）。另外，F-15E的衍生型也包括以色列的F-15I、沙烏地阿拉伯的F-15S、韓國的F-15K、新加坡的F-15SG等。

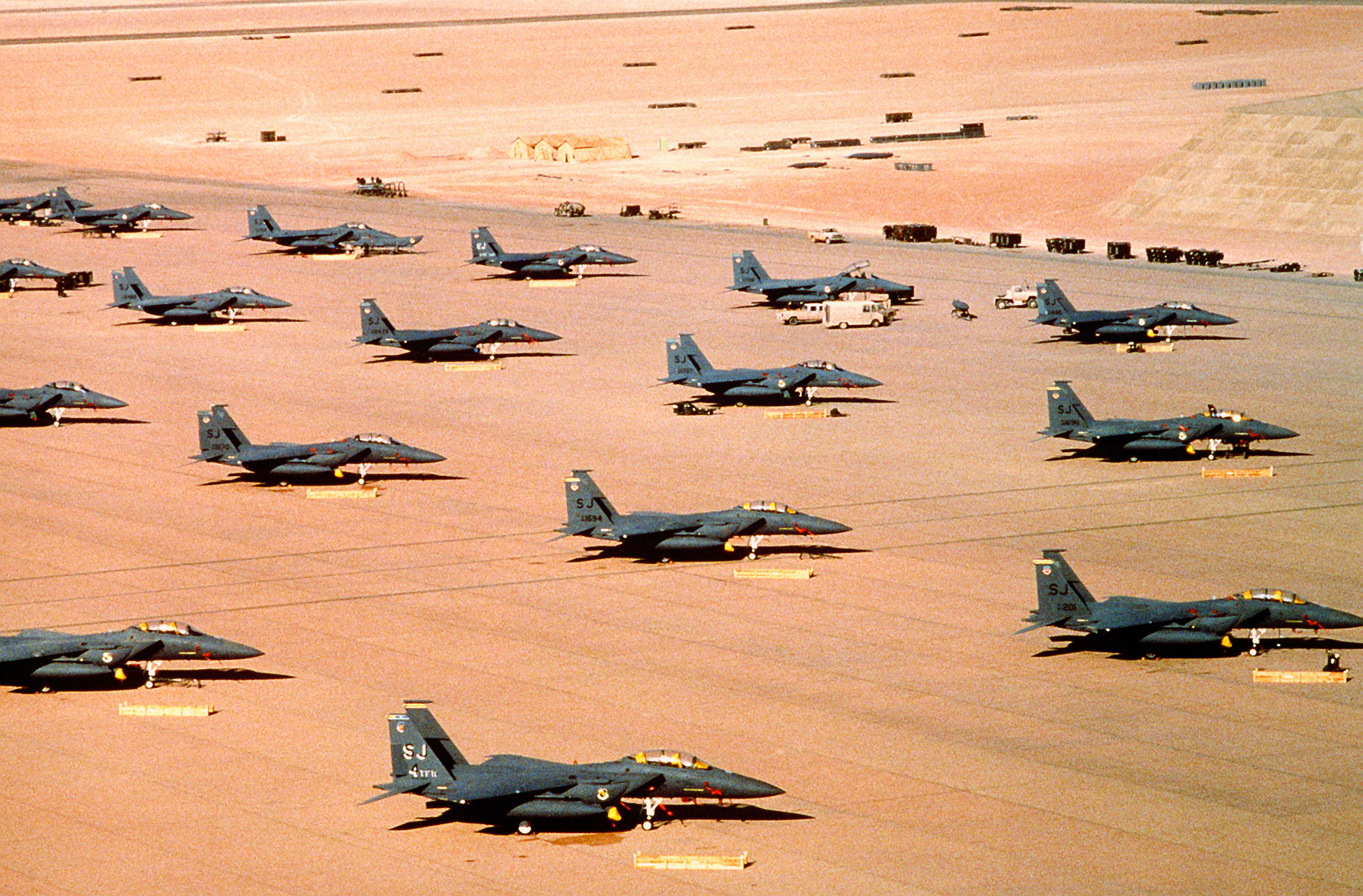
參與1991年沙漠盾牌行動的F-15E機群

F-15E在沙漠風暴行動中，完成了上千次的行動，並且以攝影機拍下炸彈攻擊的影像。只有兩架F-15E在戰鬥中損失，另外有一架在伊拉克戰爭中損失。
2011年利比亞內戰期間，美軍F-15E參與了攻擊卡紮菲政權武裝的任務，其中一架由於引擎故障而墜毀，但飛行員順利跳傘逃生，墜毀的飛機和存活的飛行員被全國過渡委員會的軍隊所救起。
美國空軍準備以F-22猛禽戰鬥機取代F-15C/D，但尚無預定取代F-15E的機型。F-15E較新，並且被評估有兩倍的機體壽命，將能服役至2020年代或更久。空軍正在研究區域轟炸機（regional bomber）概念，由FB-22的衍生型執行，實際上本來是要由F-15E進行的。
2020年3月，美國專職驗證與確保核武系統的「桑迪亞國家實驗室」（SNL）在內華達州的托諾帕測試場，完成2次由F-15E掛載B61-12模型彈成功投彈測試；SNL指出，2次測試都是F-15E在接近音速的飛行狀態下，分別於1000呎（約304.8公尺）高度與25000呎（約7620公尺）高度，投放B61-12模型彈，並且成功擊中標靶。未來該型武器將逐步取代B61-3、B61-4、B61-7、B61-10等現役彈種；其中B61-12的彈頭部分由國家核能安全管理局（NNSA）設計與生產，尾翼導引組件則是由五角大廈研發，總計畫經費約在80至90億美元之間，未來將可由F-15、F-16、B-2以及F-35等機種掛載。

## 設計

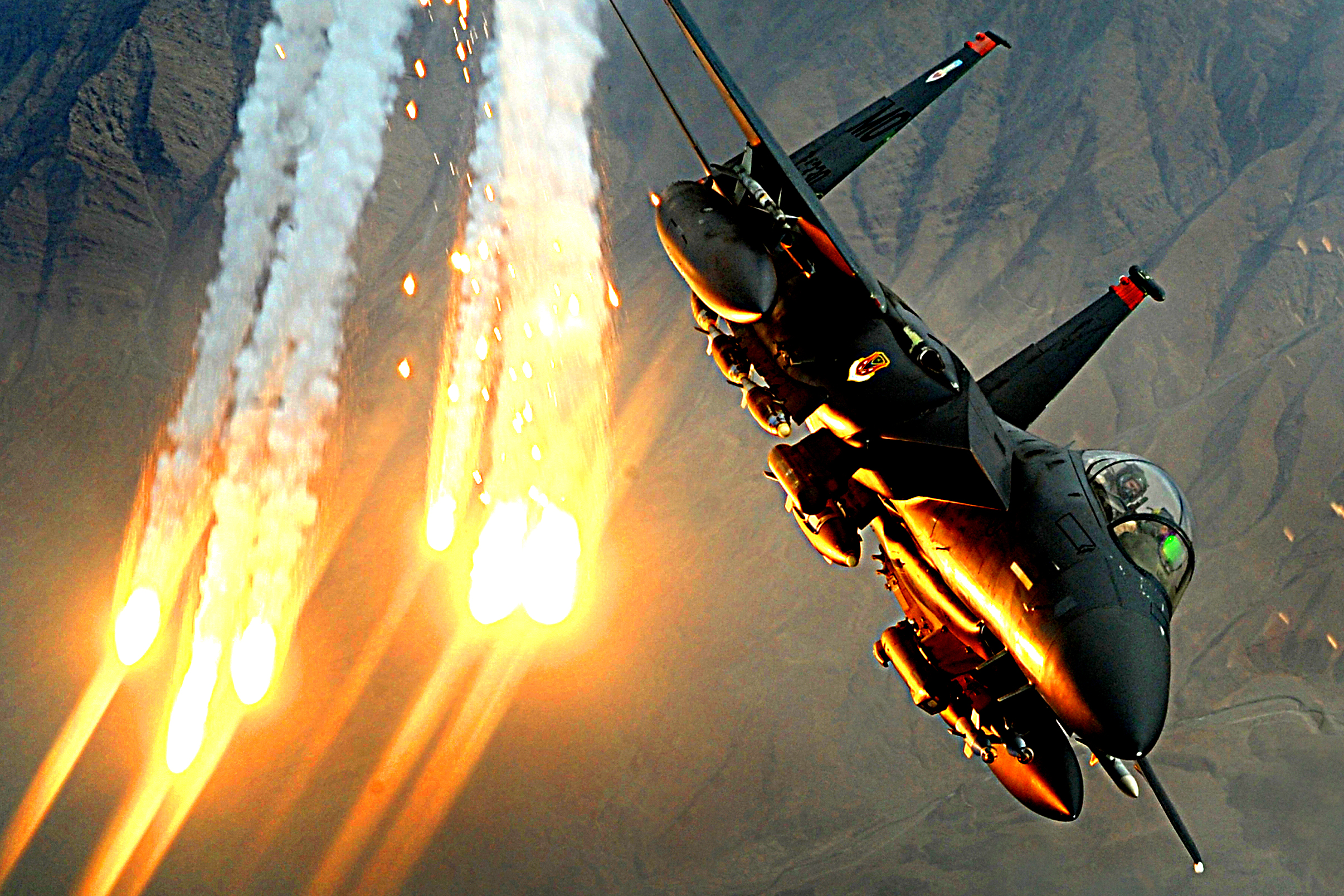
F-15E發射熱焰誘餌彈

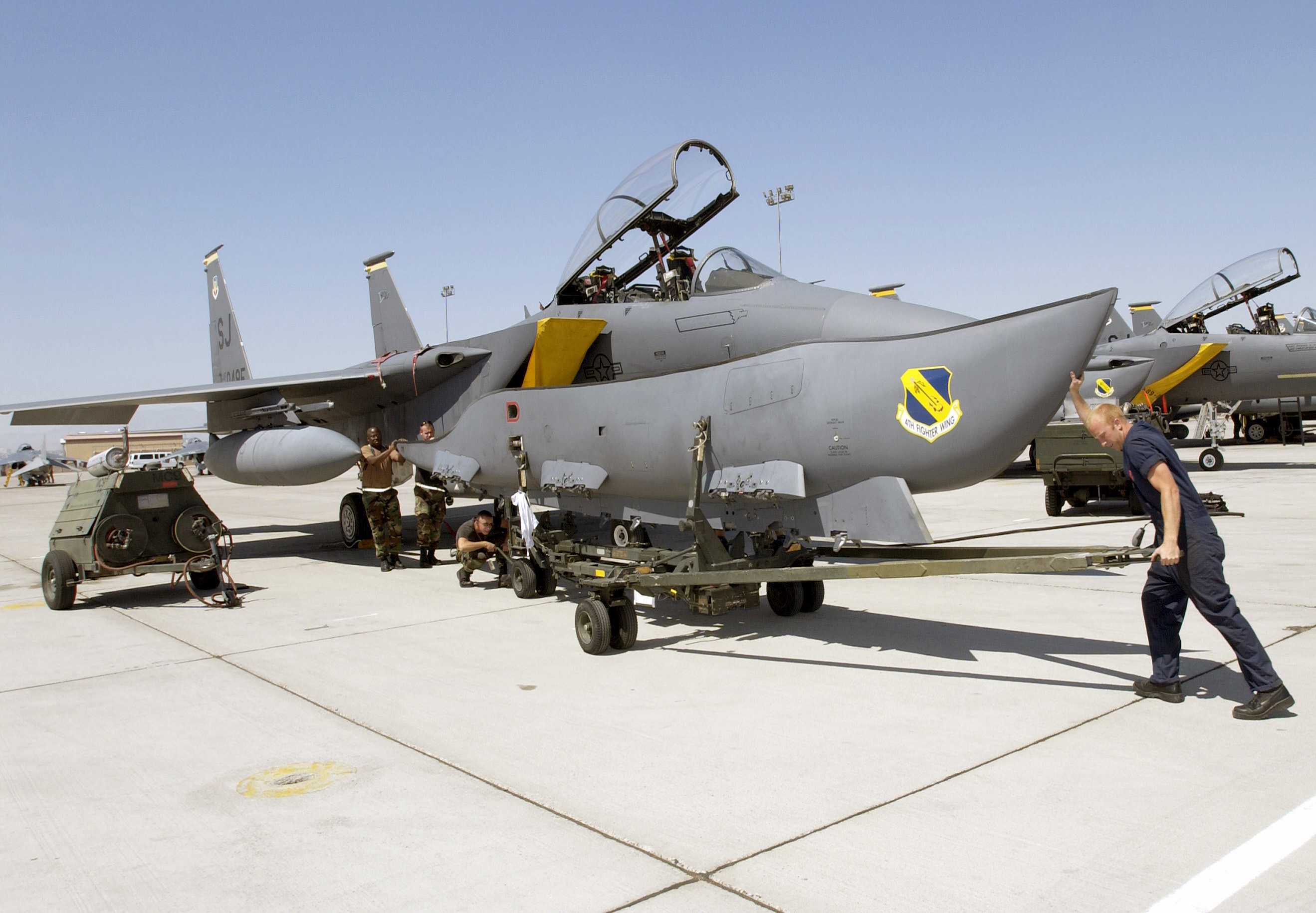
F-15E的適型油箱被取下

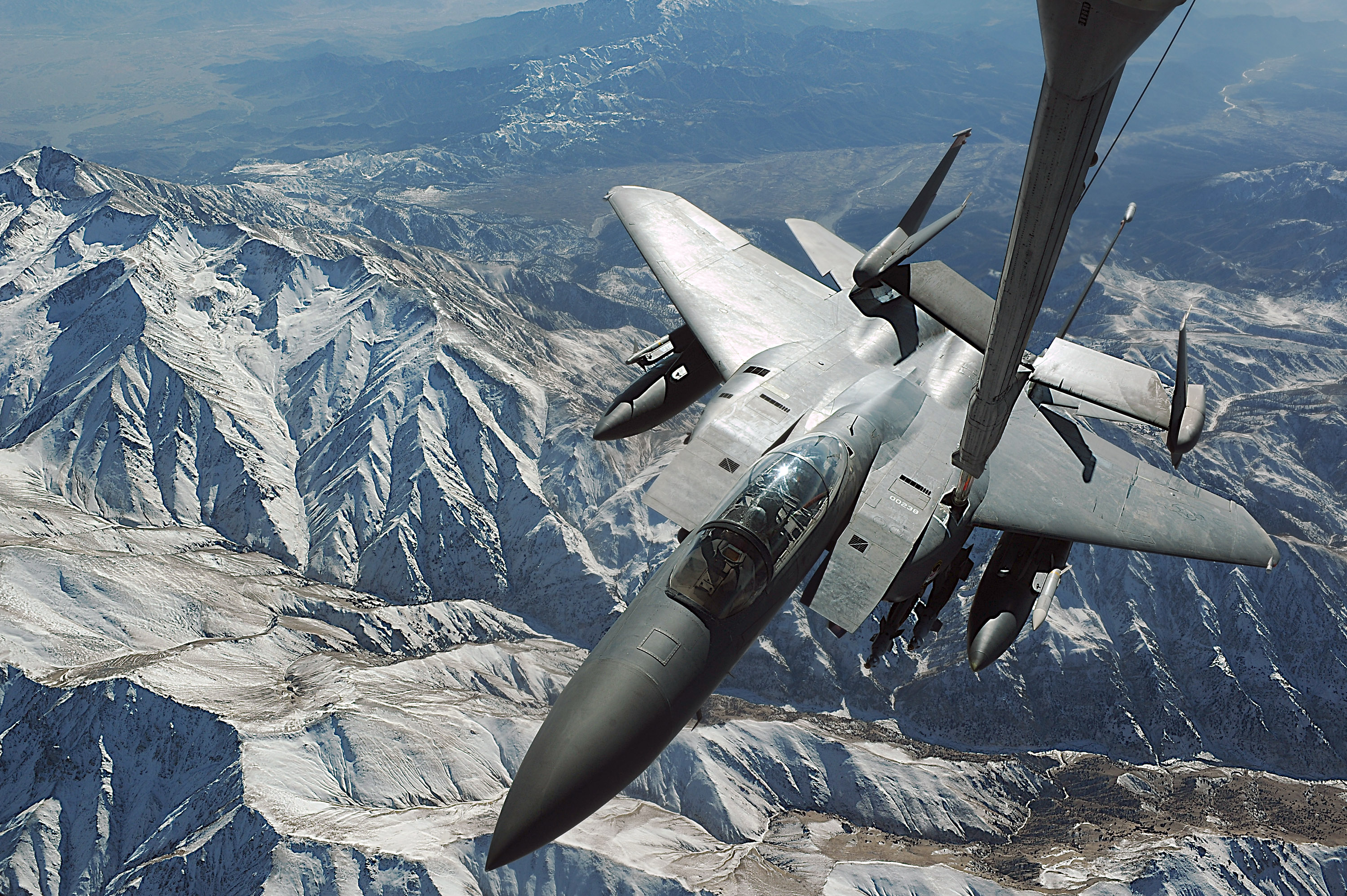
F-15E空中加油

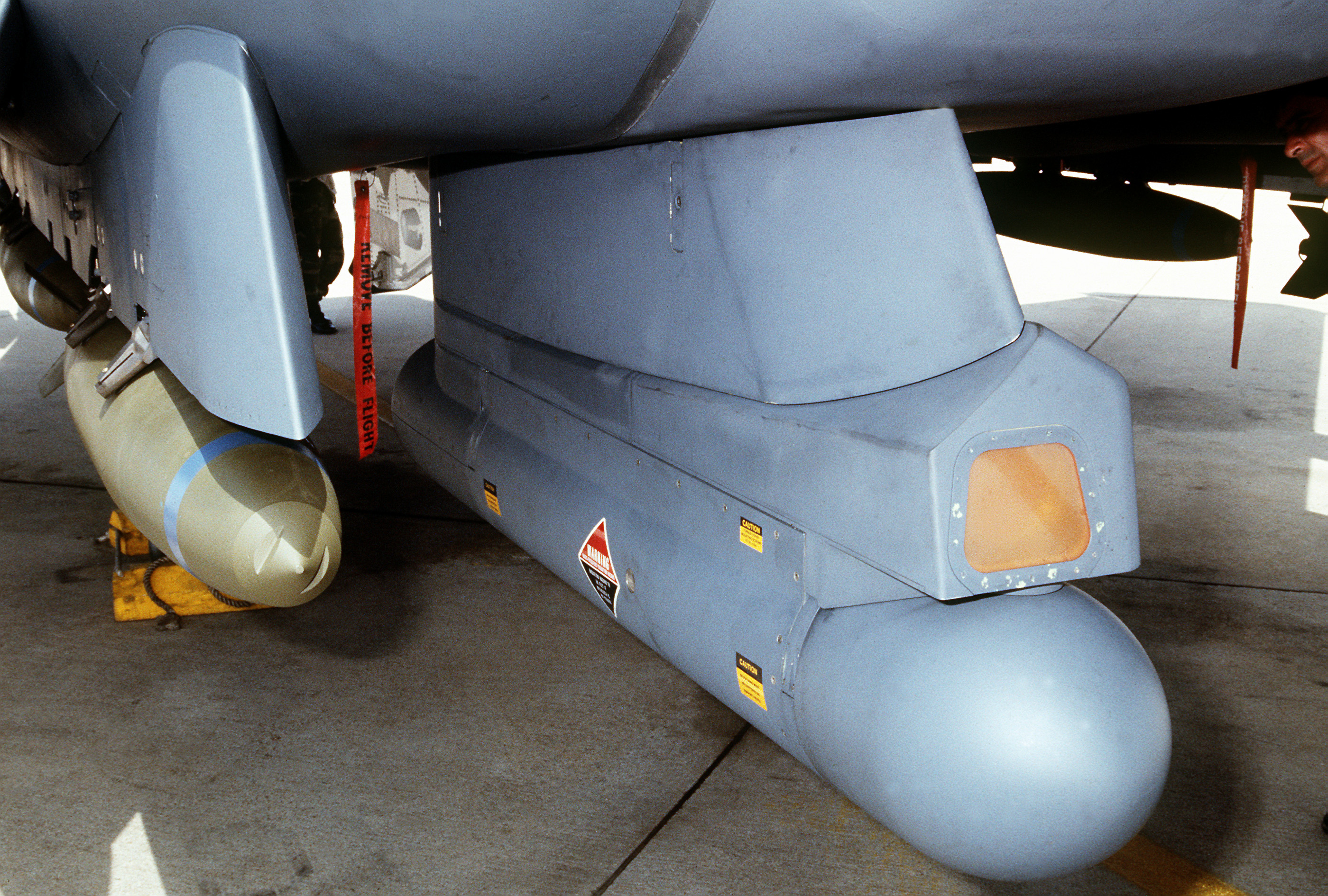
F-15E外掛雷射瞄準模組

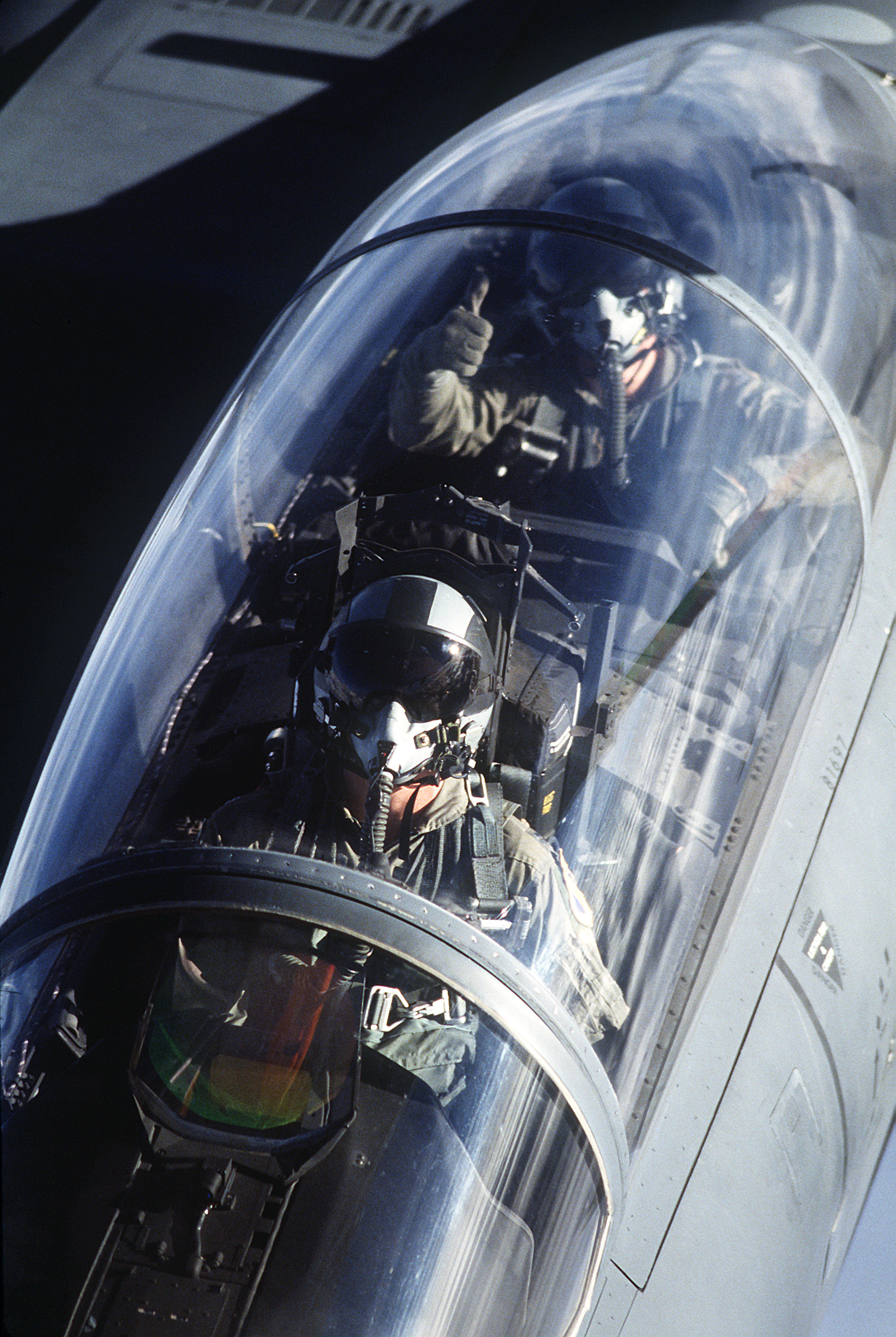
F-15E的雙座座艙後座為武器控制官

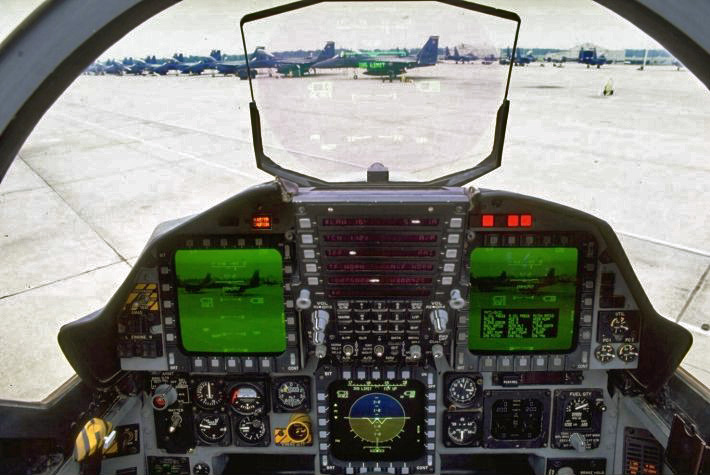
駕駛艙

交付給F-15E的深入打擊任務大幅偏離了F-15的初衷“沒有一磅用於對地攻擊”（not a pound for air-to-ground），然而其原本的機體就擁有改裝成打擊戰機的充份潛力，同時尚能保留大部份的空對空作戰能力，使其足以防衛敵人戰機的攻擊。
F-15E以F-15B雙座教練型為基礎，後座變更為武器系統官（weapon systems officer，WSO，又稱為「後座的傢伙」guy in back，GIB）的座位，操作新的空對地裝備。四具多功能顯示器可以顯示雷達、電戰系統、紅外線感測器等傳來的資訊，以監控飛機與武器、可能的威脅、目標選定，並且能夠使用電子地圖進行導航。兩個手置控制器用以選擇顯示選擇過的資訊，並且可以交互使用不同的顯示器。
為了增加航程，F-15E加設兩具適形油箱（conformal fuel tank），可以搭載750美制加侖（2,800公升）的燃料，或航電設備，以及六個武器掛點，同時產生的阻力也小於傳統副油箱。然而它不像傳統副油箱可以拋棄，會造成額外的阻力與重量，導致性能降低。F-15C也可以加裝適形油箱，但對一架空優戰機來說，通常並不值得用性能換取航程。
F-15E的戰術電戰系統整合了所有的反制手段：雷達警告接收器、雷達干擾器、干擾絲與熱焰彈發射器，以獲得全面的反搜索與反追蹤能力。
慣性導航系統使用一具雷射陀螺儀，持續地顯示飛機的位置，並且提供資訊給中央電腦、數位地圖及其它系統。
APG-70雷達可以在遠距離捕捉到地面目標。在以合成孔徑模式掃瞄過一次地面後，飛行員可以固定住雷達畫面並切回空對空模式，在武器官投射對地武器時，仍然能夠捕捉、鎖定空中威脅並進行攻擊。
F-15E裝備了紅外線夜間低空導航及瞄準系統（low-altitude navigation and targeting infrared for night，LANTIRN），使它能夠在夜間及任何惡劣天氣條件下進行低空飛行，並且使用精確制導或無導引武器打擊地面目標。LANTIRN由導航吊艙和標定吊艙組成，掛載在機身下方兩側，由紅外線攝像機取得的前方影像可以投射在抬頭顯示器上，使飛行員能夠像是在白天一般地看到夜間的外界景象。
導航筴艙包含地貌追蹤雷達，飛行員可以根據抬頭顯示器的指示執行超低空飛行，同一套資訊也可以提供給自動飛行系統，而具備自動地貌追蹤能力。
標定筴艙包含雷射瞄準器與追蹤系統，可以在10哩（16公里）外鎖定目標，目標資訊能自動提供給紅外線空對地導彈或雷射導引炸彈。
F-15E能夠使用美國空軍大多數的武器，也包括AIM-7麻雀飛彈、AIM-9響尾蛇飛彈、AIM-120先進中程空對空飛彈等以進行空戰，並且仍裝備一門M61A1 20毫米機炮。

## 型號

### F-15E及發展型
- F-15E

美國空軍的基本型
- F-15I/I+

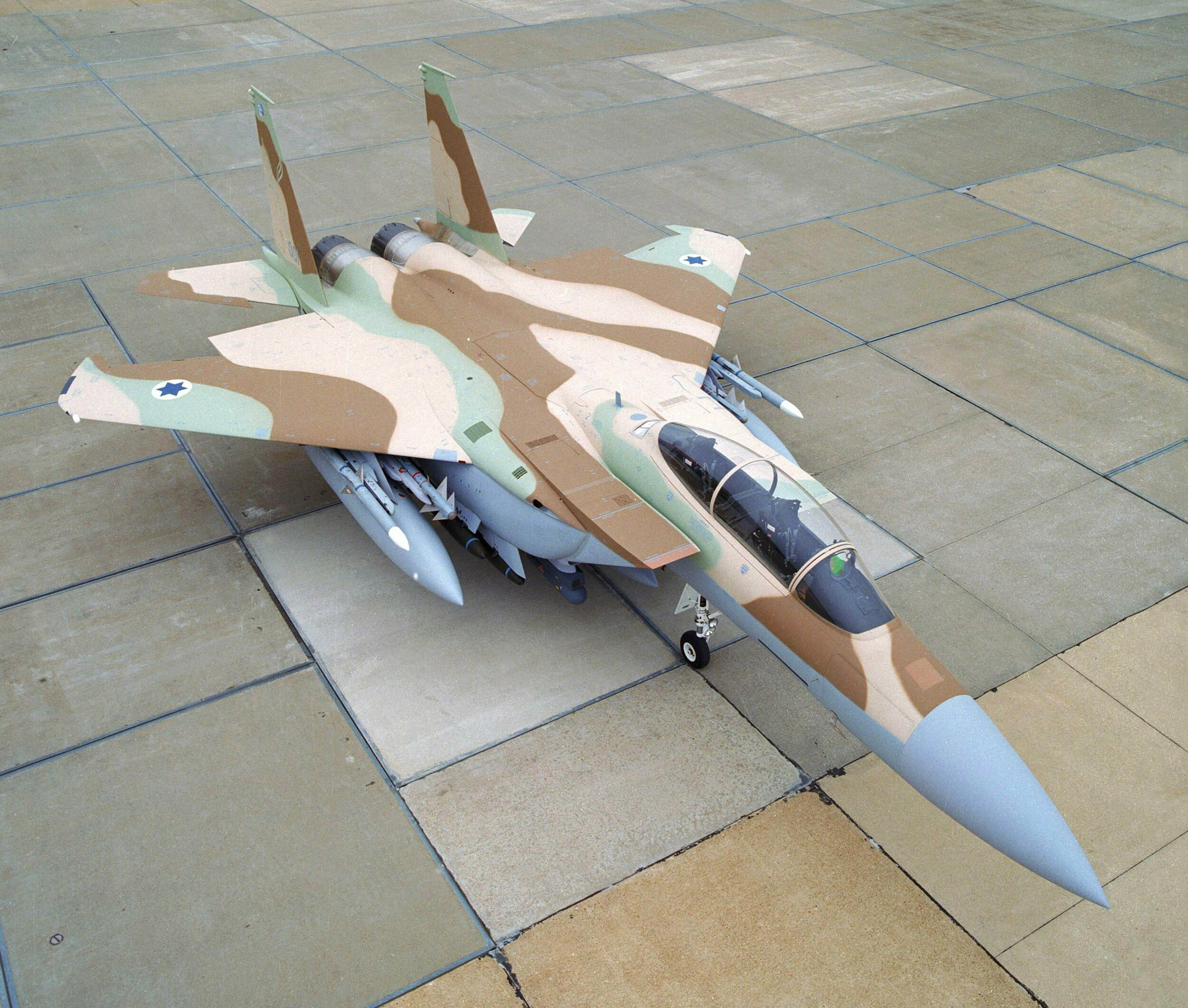
F-15I 雷電

以色列空軍的F-15E，官方暱稱為「雷電」（Ra'am），而美外軍售代號為「和平太陽V/VI」。此批F-15E於出廠時，部分航電系統改用以色列自製的設備，而原有雷達則為閹割版本APG-70I，只有原版的2/3解析度。2016年1月，以軍批准F-15I的升級工程，包括更換航電設備、改用電子掃描陣列雷達，以及引進新型武器，翻新後的機型稱為F-15I+。2024年8月美國國務院批准将第二批25架F-15I升级至F-15I+标准的升级案。
- F-15S/SR

F-15S是20世紀90年代交付給沙烏地阿拉伯皇家空軍的F-15E的變型。F-15S最初被稱為F-15XP。1996年至1998年間共生產了72架。68架F-15S正在升級到F-15SR，預計2026年完成。
- F-15K 猛擊鷹

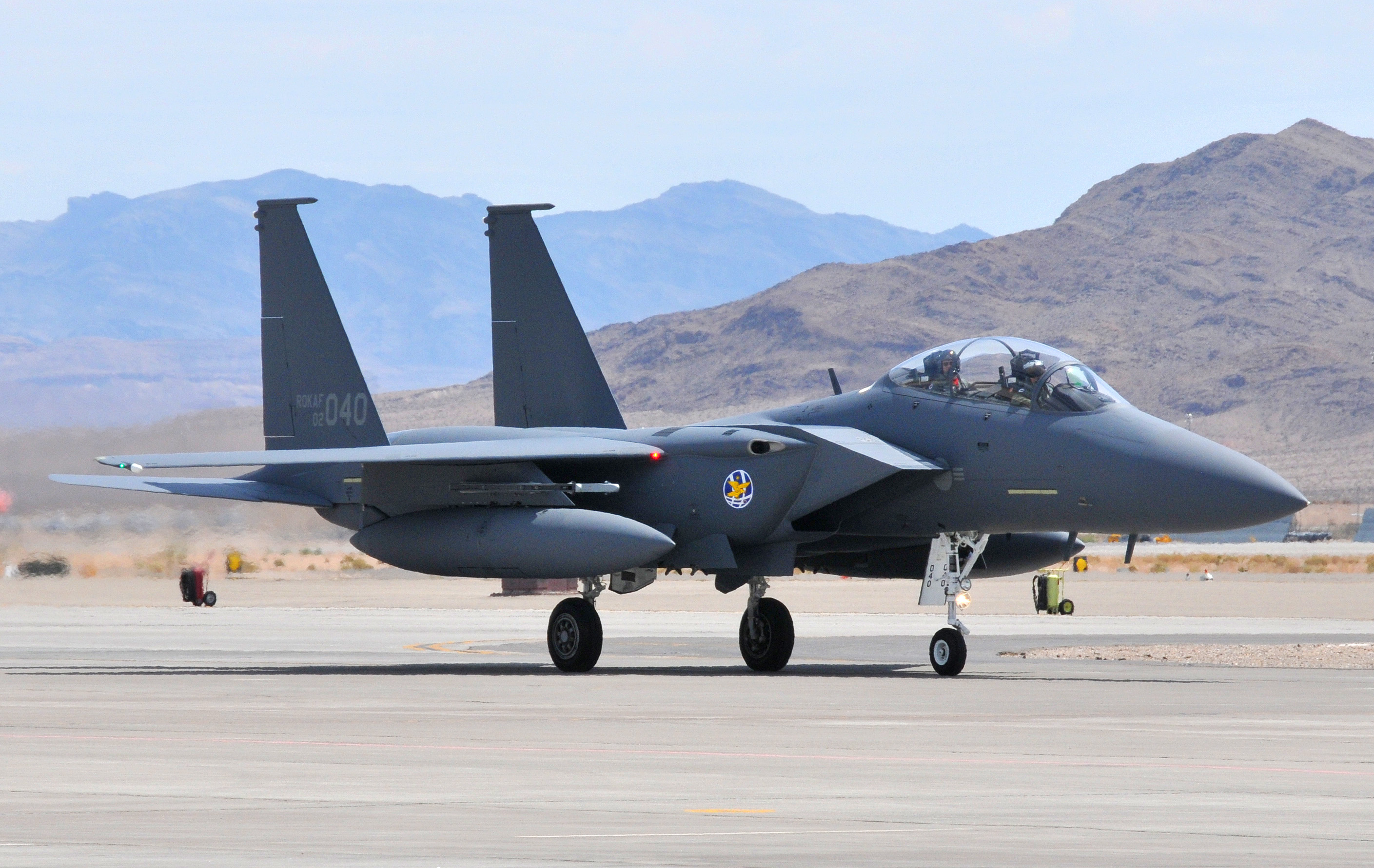
F-15K 猛擊鷹

2002年4月，在F-X先進戰機專案中波音贏得韓國空軍一份為數40架的戰機合約，生產F-15E的改進型F-15K（Slam Eagle 猛擊鷹）給韓國。
F-15K具有15個武器挂載點，比美軍目前部署的F-15E還多出6個，這将使飛機的武器載荷達到15500磅。2005年11月，波音将首次向韓國交付2架戰機。F-15K還将首次裝備通用電氣公司的F110-GE-132發動機；韓國空軍目前裝備的F-16戰機使用普惠公司的F100-PW-229EEP發動機。如果F-15K也使用普惠的發動機，韓國擔心發動機出現系統問題可能導致所有戰鬥機停飛，因此計劃人員改爲使用通用電氣的發動機。機載航電裝備還包括：
- APG-63(V)2型主動電子掃描陣列雷達
- 先進「虎眼」(TM)全天候紅外搜索與跟蹤系統
- 聯合頭盔顯示系統（JHMCS）
- 1個包括詢問器、應答器和密碼功能的敵友識别系統
- ARC-232合成超高頻／高頻電線電系統
- 雙相容全球定位系統／國際導航系統導航系統（GPS/INS）
- 先進顯示核心處理器和6英寸液晶顯示器
- 1個新的「塔康」戰術導航系統
- LINK16戰機數據鏈（用于網絡中心戰）

基於韓國空軍的對海攻擊需求，所以加上了發射反艦飛彈和追蹤船艦的功能軟體。
由於韓國與日本發生了獨島領土爭議，但獨島現今為韓方實質管制，韓國空軍的F-15K曾飛行過獨島上方，企圖與日本較勁；2010年爆發了延坪島炮擊事件，引起韓國當局大為緊張，曾下令派遣F-15K與F-16升空戒備。
增購21架F-15K，於2019年約共有59架F-15K服役，2架墜毀。
- F-15SG

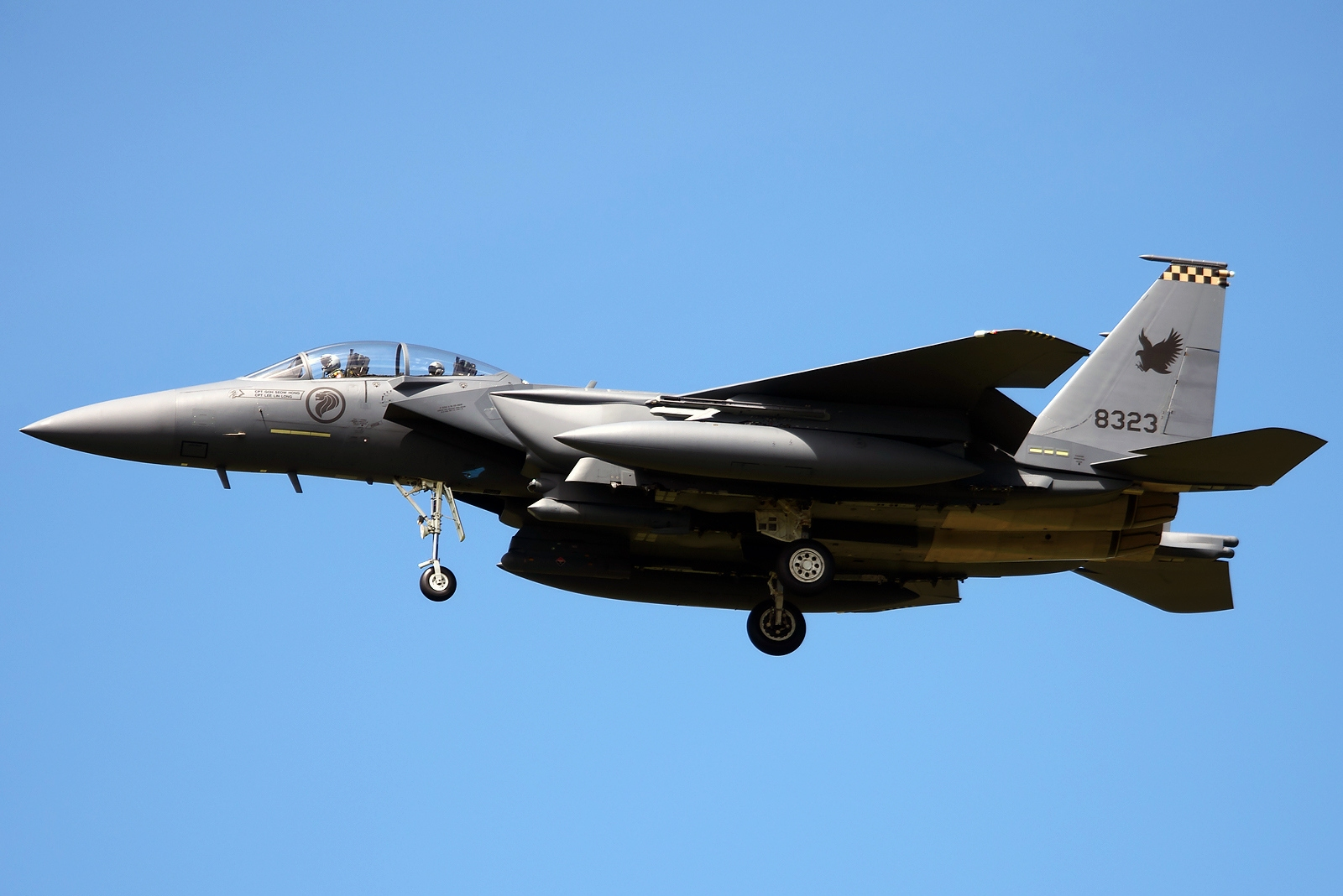
新加坡空軍的F-15SG

2009年5月波音為新加坡特製的F-15SG正式服役，此型號以F-15K為基礎設計，擁有有15個外掛點，APG-63(V)3電子掃描陣列雷達，LINK16數據鏈，使用F110-GE-132發動機。主要由新加坡空军第142中队、新加坡空军第149中队运作。

### F-15先進鷹及發展型
- F-15SA

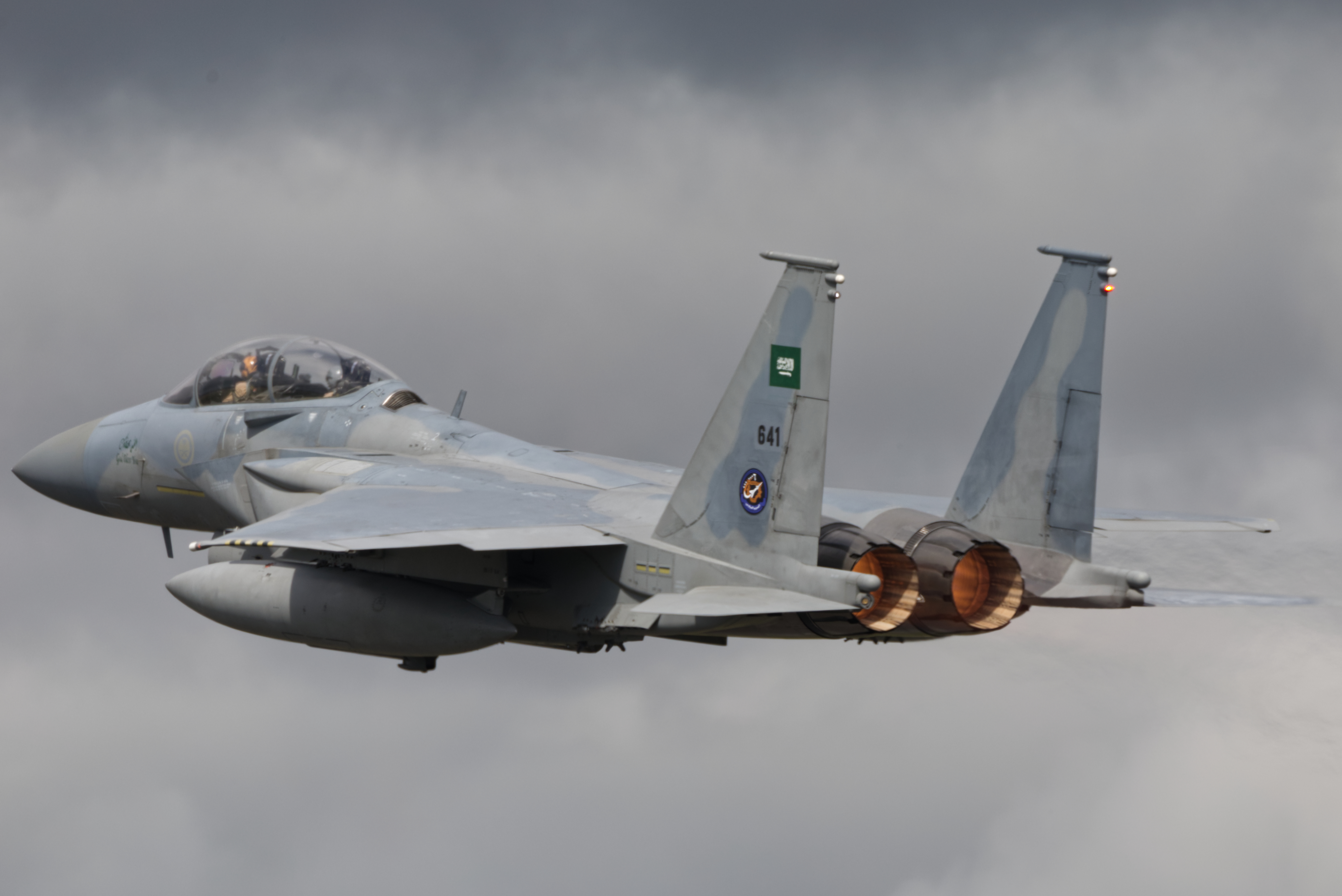
F-15SA

2010年10月，沙烏地阿拉伯申請購買84架F-15E戰鬥機，並購買相關設備和武器。2011年12月29日，美國批准出售84架F-15SA戰機。2013年2月20日，先進鷹戰機首飛。依然採用AN/APG-63(V)3主動電子掃描陣列雷達，換裝了新的電傳飛控，啟用了新的兩個額外掛點。
- F-15QA

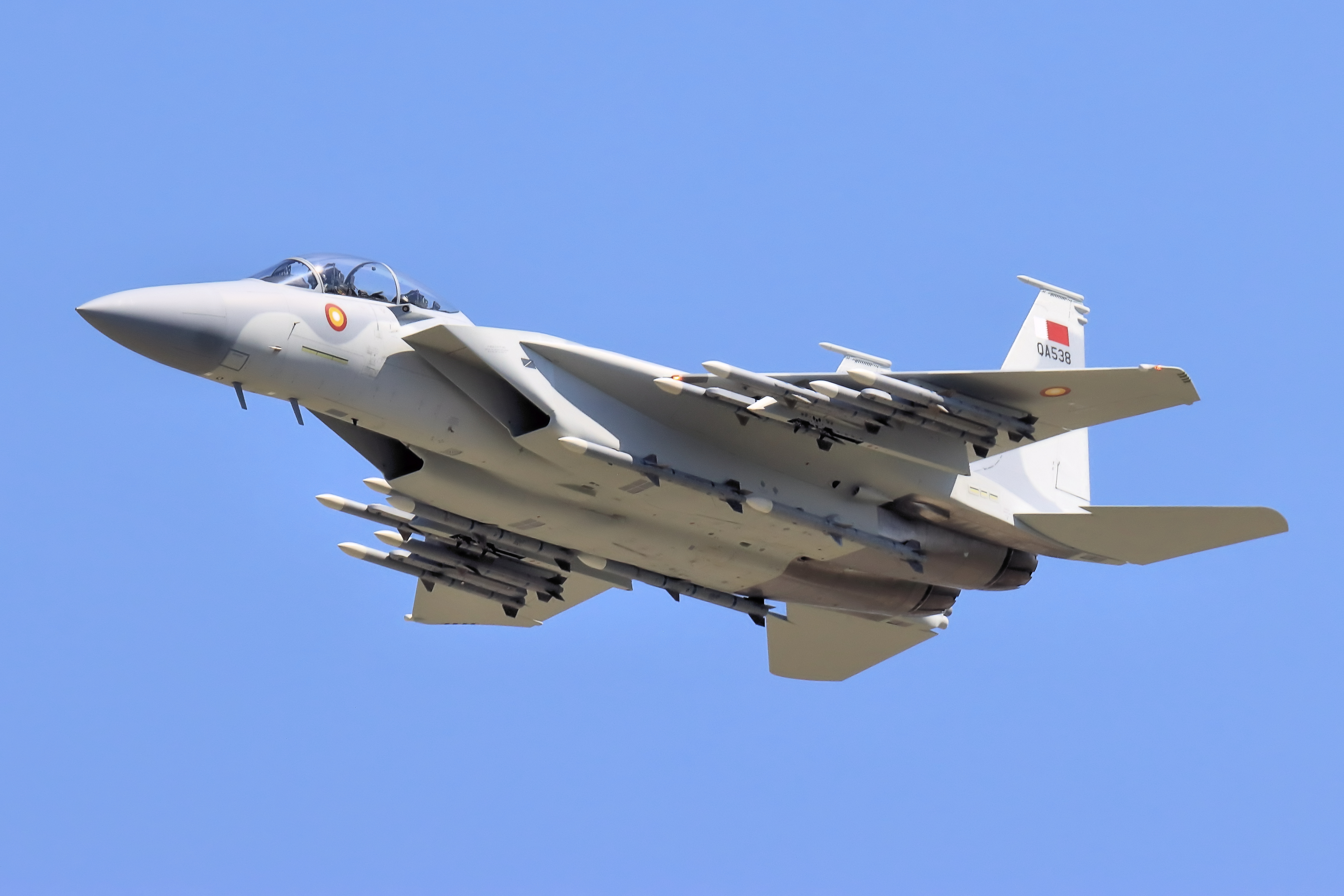
F-15QA

美國國務院於2016年11月宣布，以210億美元批准向卡達出售多達72架F-15QA飛機，包括武器，維持，設備和培訓。卡達於2017年6月14日宣布，已簽署一筆交易，購買36架F-15QA共花費120億美元。首架出廠戰機於2020年4月14日進行首次飛行測試。波音將從2021年開始，向卡達皇家空軍（QEAF）交付這批自F-15先進鷹衍生的最新型戰機。採用新型AN/APG-82(V)1主動電子掃描陣列雷達
- F-15EX

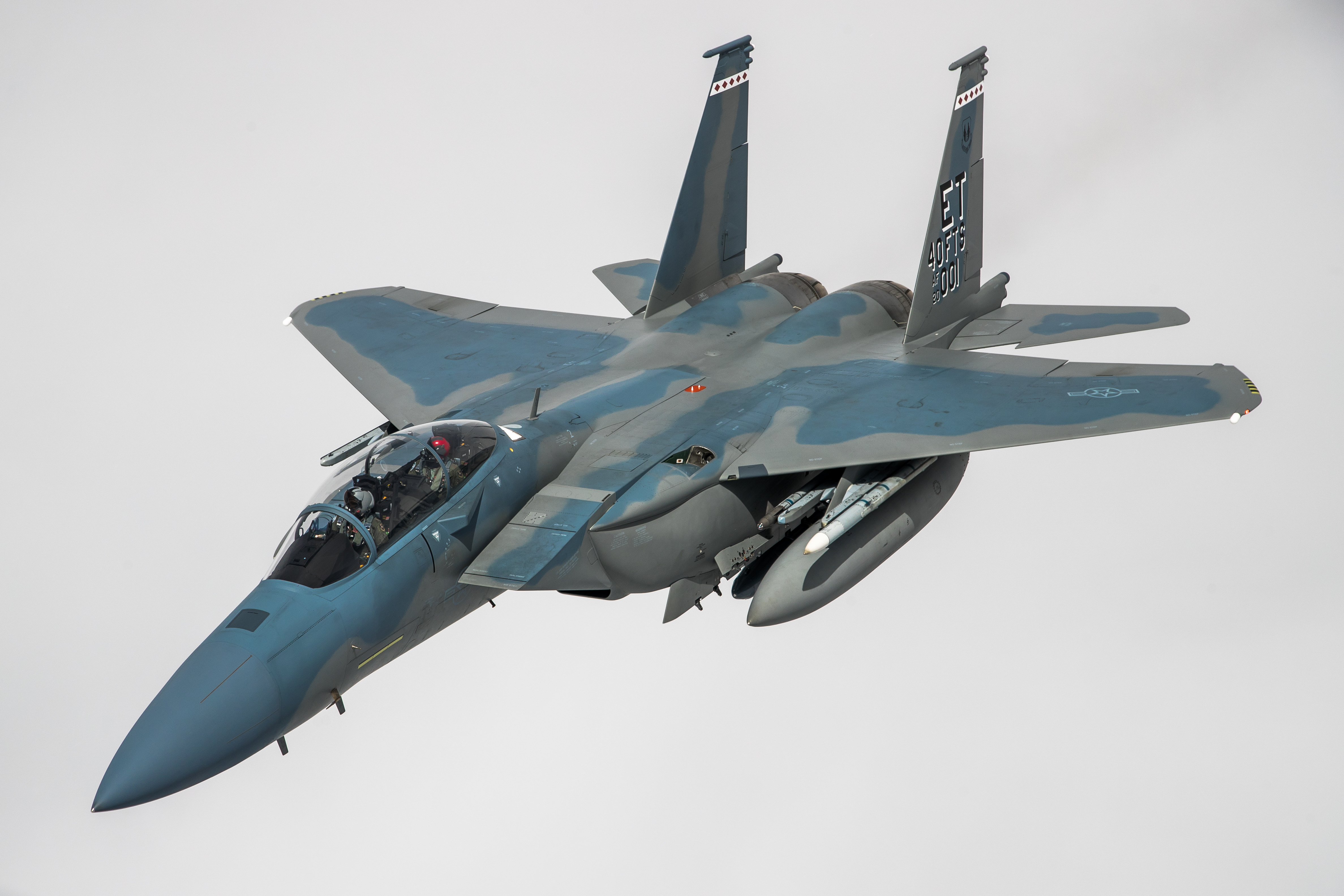
F-15EX 鷹II

2019年，波音公司在官網上發布了F-15EX「先進鷹」（Advanced Eagle）戰機消息。在過去的十幾年，波音公司自費（至少50億美元）研發F-15的各種新改良項目，希望能夠延長這款問世超過40年戰機仍不過時。他們曾經試圖將F-15給匿蹤改良，稱為F-15SE寂靜鷹，雖然雷達截面比傳統F-15小了一半，然而這樣的效果仍無法與真正的匿蹤戰機相提並論，研發不算成功。波音第二次對F-15的改良，就不把重點擺到匿蹤化，而是在航電更新與增強掛載能力，這就是「先進鷹計畫」，先是得到沙烏地阿拉伯與卡達的認可，然後美國空軍也接受了這一方案。「先進鷹」將F-15原本就頗大的武器攜掛量進一步提升，武器掛架是12個空對空硬點，或15個空對地硬點，裝載荷達到無與倫比的29500磅（13.275噸）。可以攜帶全套的空對空、空對地和空對海的各種打擊武器。雖然先進鷹放棄匿蹤外型設計，但是透過內部整合式的電子戰裝備，也能提供全方位的電戰保護，並與其他電子預警器、紅外線預警器即時通信，以提高生存能力。2021年4月7日正式命名為「鷹II」（Eagle II）。
鷹II戰機會換裝推力更強大的發動機，為F-15EX提供了無與倫比的速度和加速能力，使飛行員能夠更快地到達目標。鷹II的任務電腦也會全面更新，它的核心處理器能夠處理每秒870億條指令，是目前世界最快的任務電腦，搭配全面觸控平板的座艙，可協助飛行員對環境的理解，減少工作量，使得F-15EX更好操作。
而新型F-15X戰機分為兩款，其中一款為F-15CX，另一款就是F-15EX。其中F-15CX為單座，F-15EX則是雙座，後座艙完全任務化，有寬大的面板顯示器，頭盔顯示器與功能齊全的飛控系統。以價格來說，F-15EX會比單座的F-15CX貴幾百萬美元。不過，兩款飛機都會在聖路易生產。F-15EX可以用來訓練，也能用來執行雙人搭檔較有利的實戰任務，也能被用來取代原先以F-15E執行之任務。F-15X最大起飛重量8.1萬磅（約36公噸），將採用GE的F110-GE-129發動機。
美國空軍發布了2020年財政預算，先編列8架新的F-15EX戰鬥機，以取代老化的F-15C/D/E，根據預算書，每架F-15EX的單位價為8000萬美元，但為了這8架戰機每一架「建立後勤線路」，費用將增加到1.25億美元，並在採購的第一年內計入非經常性工程費用。美國空軍2021年財政預算，預計編列採購12架新造的F-15EX戰鬥機。
波音公司2021年2月2日完成了首架F-15EX的試飛，尾翼噴塗代表埃格林空軍基地第40試飛中隊的代碼（ET）以及飛機序號20-0001，並首次由空軍試飛官試飛。並於11日飛抵佛州埃格林空軍基地，將由空軍人員展開綜合測試，第2架F-15EX預定2021年4月抵達。
美國空軍幾乎已經確定會量產F-15EX，因為在美國政府主要合約網站（Federal Opportunities notice，FBO）上，已出現美國空軍的通知宣告，表示將購買461具安裝在F-15EX戰機的發動機和相關零附件。2021年2月5日的FBO通知中，美國空軍生命週期管理中心（AFLCMC）宣布，將購買多達461具航空引擎的計劃，交貨時間為2023年10月至2031年6月。
奧勒岡州航空國民兵所屬、駐防在金斯利基地的第173戰鬥機聯隊，將於2022年率先接收F-15EX，並且負責未來F-15EX戰機的機種轉換與訓練任務；至於同屬奧勒岡州航空國民兵、駐防在波特蘭基地的第142聯隊第123戰鬥機中隊，則將成為F-15EX的第1支作戰中隊。現在這2個聯隊都在操作F-15C/D。
美國2024年《國防授權法案》（NDAA）近日以些微差距通過眾議院表決，由於美軍明年度將有大量戰機除役，並計畫採購更多新戰機，其中，空軍國民警衛隊（ANG）的F-15EX「鷹二式」（Eagle II）戰鬥機便是一例，在修正案通過後，該單位將額外獲得2架F-15EX戰機，「鷹二式」的整體採購數量將於2025年達到32架。
- F-15IDN

F-15EX的印尼外貿版，正式名稱為F-15IDN。美國航空巨擘波音發布新聞稿表示他們獲得美國政府批准後，完成向印尼出售24架F-15EX「鷹二世」（Eagle II）戰機，印尼國防部長普拉伯沃（Prabowo Subianto）訪問美國期間也宣布了這一件事情，從官方新聞稿來看正式名稱為F-15IDN。後來印尼於2023年8月21日與波音簽約，正式下訂24架F-15IDN。
- F-15IA

以色列空軍的F-15EX，比照最新型F-15EX設計，2024年8月美國國務院已批准對以色列出售50架全新F-15IA戰機。

### 未成
- F-15F

F-15E競標沙烏地阿拉伯新戰機計劃。單座F-15E，最後由F-15S取代。
- F-15 FOWW

F-15E競標F-4G野鼬的後繼機計畫。擁有防空反制的F-15E，最後由F-16Cs奪標。
- F-15U

F-15E競標阿拉伯聯合大公國新戰機計畫。擁有三角翼的F-15E，最後由F-16E/F奪標。
- F-15H

F-15E競標希臘空軍新戰機計畫。F-15E基本型，最後由幻象2000-5和F-16C/D奪標。
- F-15GA

F-15E競標德國聯邦國防軍空軍新戰機方案，最後由F-35A奪標。
- F-15E+超級鷹

2006年10月3日，波音公司公開了F-15E戰鬥機新改型F-15E+超級鷹（Super Eagle）。本機多數成就是來自於F-15K的二次開發心得，期望在F-35的生産如果出現延遲時，能奪下市場或是外銷其他擁有F-15國家。超級鷹以波音向韓國和新加坡、沙烏地阿拉伯提供的新式F-15E為藍本，增加有源電子掃描陣列雷達（AESA）、拖拽誘餌、新型導彈告警和發射器定位系統以及供飛行員和武器官使用的聯合頭盔顯示系統（JHMCS）等諸多先進航電。雖然波音将超級鷹作爲一種新製飛機推出，但新部件可通過升級項目安裝到F-15E上。
波音公司空軍戰轟機和武器業務發展部主管Dick Banholzer稱，雖然「超級鷹」的外形與現有的F-15E一致，但飛機内部採用的技術卻截然不同。新機型将具有更強攻擊力和在愈加複雜的防空環境中的生存能力。 2003年8月，波音公司「幻影」工作組還設計了從F-15E上操縱無人機的電腦工具，作為未來空戰無人化的遙控母機，因為許多功能電腦化後後座飛行員工作減輕，可以負擔遙控飛機的工作。
新改型保留了F-15E的内部機炮，並將具有19個武器挂點可攜帶精确制導武器，而現在F-15E只有15個。該機還将成爲少數能攜帶5000磅（2270公斤）EGBU-28炸彈的攻擊平台之一。另外超級鷹還将裝備一台地形追蹤雷達並具有攜帶AGM-84魚叉反艦飛彈攻擊海上目標的能力。
波音認爲超級鷹這種平台是滿足未來許多作戰場景需求的具有成本效力的選擇，特别是反恐作戰，因爲完成這種任務隐身特性不是非常重要。但是超級鷹尚未獲得任何訂單。而美國空軍仍明確表示寧願爲F-22和F-35投資，也不會在F-15E+這樣的非隐身過時平台投資。不過波音希望借此提出一個靈活選項，如果F-35項目遭遇預算削減或技術問題使進度推遲超級鷹仍是個可行的選擇。
- F-15SE沉默鷹

2009年，波音公司提議F-15SE沉默鷹式戰鬥機，爲現役的F-15E的升級機型。本機型的主要特色是通過武器内載化、垂尾朝外傾斜和使用無線電波吸收材料來實現對雷達隐形，並可外掛匿蹤套件，為匿蹤戰機過渡機種。2010年7月完成首飞。
- F-15 2040C

波音公司副總裁Mike Gibbons表示：2040C 升級套件的概念延伸自《沉默鷹》（Silent Eagle），機體外型同樣加入了部分低可探測性設計，但主要訴求著重於空中作戰能力和殺傷力的提升。
F-15 2040C改進如下：
- Raython APG-63(V)3 AESA主動陣列雷達。
- EPAWSS(Eagle Passive/Active Warning Survivability System)主/被動警告系統。
- IRST(Infrared Search and Track)紅外線搜索追蹤裝置。
- 新型電子戰裝置。
- 最多可掛載16枚AIM-120(AMRAAM)中程空對空飛彈。
- 新設計的四聯裝與二聯裝飛彈派龍架。

## 使用國
F-15E

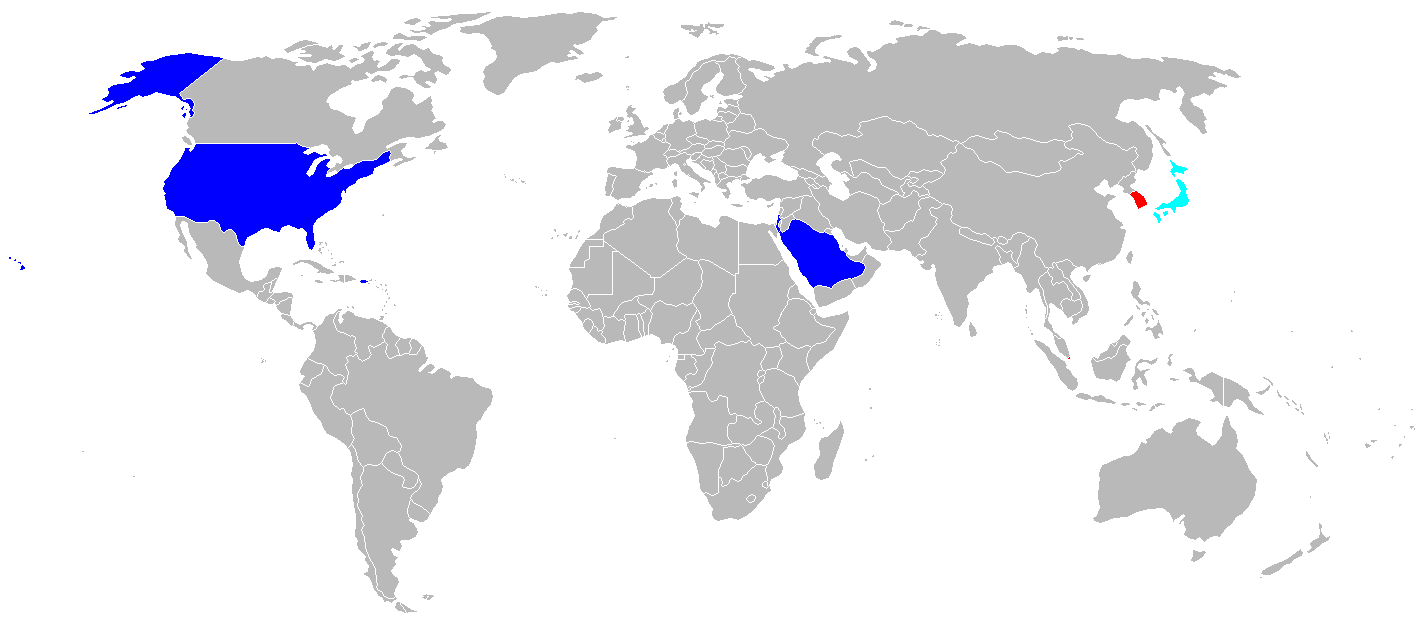
F-15用戶為青色，F-15E用戶為紅色，兩種版本都有為藍色

- 美国:截至2019年4月，共有219架F-15E现役。[24]
  - 美国空军空战司令部(ACC)
    - 第4战斗机联队（英语：4th Fighter Wing）-西摩尔·约翰逊空军基地（英语：Seymour Johnson Air Force Base）,北卡罗莱纳州
      - 第333战斗机中队（英语：333rd Fighter Squadron）
      - 第334战斗机中队（英语：334th Fighter Squadron）
      - 第335战斗机中队（英语：335th Fighter Squadron）
      - 第336战斗机中队（英语：336th Fighter Squadron）

    - 第53联队（英语：53rd Wing）-艾格林空军基地,佛罗里达州
      - 第85测试与评估中队（英语：85th Test and Evaluation Squadron）
      - 第422测试与评估中队（英语：422d Test and Evaluation Squadron）-内利斯空军基地,内华达州

    - 第57联队（英语：57th Wing）-内利斯空军基地,内华达州
      - 第17武器中队（英语：17th Weapons Squadron）

    - 第366战斗机联队（英语：366th Fighter Wing）-芒廷霍姆空军基地,爱达荷州
      - 第389战斗机中队（英语：389th Fighter Squadron）
      - 第391战斗机中队（英语：391st Fighter Squadron）

  - 美国空军装备司令部(AFMC)
    - 第96测试联队（英语：96th Test Wing）-艾格林空军基地,佛罗里达州
      - 第40飞行测试中队（英语：40th Flight Test Squadron）

  - 美国驻欧非空军(USAFE-AFAFRICA)
    - 第48战斗机联队（英语：48th Fighter Wing）-雷肯希斯皇家空军基地,英国
      - 第492战斗机中队（英语：492nd Fighter Squadron）
      - 第494战斗机中队（英语：494th Fighter Squadron）

  - 美国空军预备役司令部(AFRC)
    - 第414战斗机大队（英语：414th Fighter Group）-西摩尔·约翰逊空军基地（英语：Seymour Johnson Air Force Base）,北卡罗莱纳州
      - 第307战斗机中队（英语：307th Fighter Squadron）
- 沙烏地阿拉伯
  - 沙烏地阿拉伯皇家空軍：72架F-15S/SR
- - 韓國空軍：60架F-15K
- 以色列
  - 以色列空軍：25架F-15I/I+
- 新加坡
  - 新加坡空軍：40架F-15SG[25]

F-15先進鷹
- 美国
  - 美國空軍、美國空中國民兵：訂購104架F-15EX
- 沙烏地阿拉伯
  - 沙烏地阿拉伯皇家空軍：84架F-15SA
- - 卡達皇家空軍：36架F-15QA
- 以色列
  - 以色列空軍：訂購25架F-15IA
- 印度尼西亞
  - 印尼空軍：訂購24架F-15IDN[26]

## 事故
2003年4月7日，一架F-15E在执行轰炸任务时坠毁在伊拉克提克里特附近。两名机组人员都死亡。
2011年3月11日，美国空军一架F-15E坠毁在利比亚班加西附近。机组人员弹射降落并被营救。坠毁为飞机设备问题所致。

## 性能

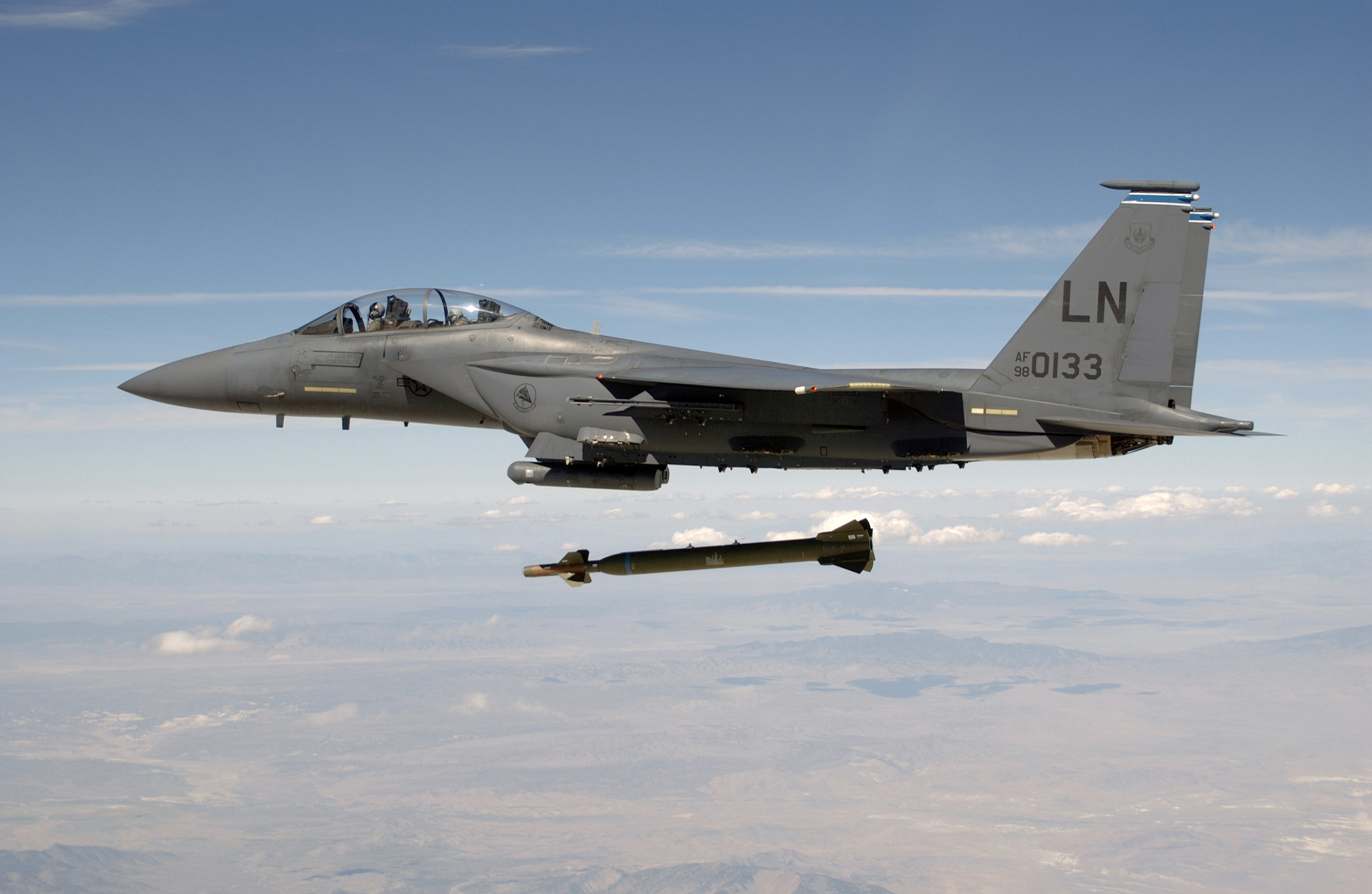
F-15E投放GBU-28碉堡剋星炸彈

### 基本資料
單價：3110萬美元（1998年）
部署：1988年4月與2020年
架數：美國空軍共採購236架(F-15E)

### 基本
- 機師： 2個
- 全長： 63.8呎（19.45公尺）
- 翼展：   42.8呎（13.05公尺）
- 全高：  18.5呎（5.6公尺）
- 翼面積：   608平方呎（56.5平方公尺）
- 空重：  31,700磅（14,379公斤 ，不含適形油箱CFT）
- 最大起飛重量：81,000磅（36,741公斤）
- 發動機：
  - 普惠F100-PW-220帶後燃器渦輪扇引擎，最大推力：24000磅(106.4kN)×2
  - 普惠F100-PW-229EEP帶後燃器渦輪扇引擎，最大推力：29,000磅（129kN）×2
  - 奇異F110-GE-129帶後燃器渦輪扇引擎，最大推力：29,588磅（131.5kN）×2
  - 奇異F110-GE-132帶後燃器渦輪扇引擎，最大推力：32,000磅（142kN）×2

### 表現
- 極速：  1,650 英里／時（2,656 公里／時）（2.5馬赫）
- 作戰半徑： 791 英里（687 海里，1,272 公里）
- 轉場航程：  2,400 英里（2,100 海里，3,900 公里）配有適形油箱和3個副油箱
- 實用昇限：  60,000英尺（18,000米）
- 爬昇率：  50,000+ 英尺／分（250公尺／秒）
- 推重比：  0.93
- 最大G力：  +9G

### 武器
各式炸彈及飛彈。總外掛達23,000磅（10,400公斤）
- 固定武裝： M61A2機砲一座，使用M-56或PGU-28彈藥，裝彈510發
- 飛彈： 4枚AIM-7P麻雀飛彈+4枚AIM-9X響尾蛇飛彈或4枚AIM-120先進中程空對空飛彈+4枚AGM-65小牛飛彈或8枚AGM-130
金牛座導彈（僅韓國使用）
AGM-84H/K增程型防區外對地攻擊飛彈
魚叉反艦飛彈
AGM-158聯合空對地距外飛彈
- 炸彈： Mk 82、Mk 84、B-61戰術核子彈、B83核弹、CBU-87、CBU-89 Gator、CBU-97、CBU-103、CBU-104、CBU-105、CBU-107、GBU-10 Paveway II、GBU-12 Paveway II、GBU-15、GBU-24 Paveway III、GBU-27 Paveway III、GBU-28、GBU-31、GBU-35、GBU-39、GBU-54、AGM-154 JSOW

## 備註
1. ↑  Number built for F-15E= 237,[1]F-15I= 25,[1]F-15S= 72,[1]F-15K= 61, F-15SG= 40, and F-15SA= 84,[2]F-15QA= 4,[3]F-15EX= 2;[4]total= 525.

## 外部連結
- F-15E USAF fact sheet
- F-15 page （页面存档备份，存于）, and F-15EX Super Eagle page on Boeing.com （页面存档备份，存于）, Boeing F-15IA (Israeli Advanced) poster （页面存档备份，存于）
- F-15E.info, Strike Eagle site
- F-15E戰機兼差送貨 龐大酬載量可運送炸彈 （页面存档备份，存于）